# Осичок
Осичок (укр. Осічок) — село на Украине, находится в Литинском районе Винницкой области.
Код КОАТУУ — 0522486804. Население по переписи 2001 года составляет 98 человек. Почтовый индекс — 22311. Телефонный код — 4347.
Занимает площадь 0,053 км².

## Адрес местного совета
22311, Винницкая область, Литинский р-н, с. Тесы, ул. Первомайская, 5